# Корански Бријег
Корански Бријег је насељено мјесто у општини Бариловић, на Кордуну, у Карловачкој жупанији, Република Хрватска.

## Историја
Корански Бријег се од распада Југославије до августа 1995. године налазио у Републици Српској Крајини. До територијалне реорганизације у Хрватској насеље се налазило у саставу бивше општине Дуга Реса.

## Становништво
Према попису становништва из 2011. године, насеље Корански Бријег је имало 94 становника.
| Националност       | 1991. | 1981. | 1971. | 1961. |
| Срби               | 99    | 125   | 149   | 171   |
| Хрвати             | 29    | 29    | 29    | 43    |
| Југословени        | 5     | 14    |       |       |
| остали и непознато | 5     |       |       |       |
| Укупно             | 138   | 168   | 178   | 214   |

| Демографија | Демографија | Демографија |
| Година      | Становника  | Становника  |
| ----------- | ----------- | ----------- |
| 1961.       | 214         |             |
| 1971.       | 178         |             |
| 1981.       | 168         |             |
| 1991.       | 138         |             |
| 2001.       | 68          |             |
| 2011.       |             | 94          |